# Juliane Rautenberg
Juliane Catarina Rautenberg (* 2. Juli 1966 in Ost-Berlin) ist eine ehemalige deutsche Theater- und Filmschauspielerin.

## Leben
Nach dem Abitur studierte sie an der Hochschule für Schauspielkunst „Ernst Busch“ Berlin. Es folgte ein Engagement am Landestheater Parchim. Dieses wurde durch die Ausreise nach West-Berlin 1988 beendet. Dort setzte sie ihre Karriere zunächst in der Fernsehserie Die Wicherts von nebenan fort. Es folgte ein Engagement am Staatstheater Stuttgart sowie diverse Rollen in der Krimiserie Derrick.
Nach dem Ende ihrer Schauspielkarriere studierte sie an der Humboldt-Universität Berlin Philosophie, Politikwissenschaften und Theologie. Im Jahr 2009 veröffentlichte sie ein Hörbuch mit selbst verfassten Erzählungen.

## Filmografie
- 1989–1991: Die Wicherts von nebenan (Fernsehserie)
- 1991–1994: Derrick (Fernsehserie, fünf Folgen)

## Theaterrollen
- Anne Frank in Das Tagebuch der Anne Frank (1986), Parchim
- Die Schlacht von Heiner Müller (1987), Parchim
- Ophelia in Hamlet (1988), Stuttgart
- Angie in Top Girls (1988), Stuttgart
- Babe in Crimes Of The Heart (1989), Stuttgart
- Nina in Die Möwe (1991), Theatertournee

## Werke
- Frakturen – Vom Krieg Innen und Außen. Periplaneta, Berlin 2009, ISBN 978-3-940767-27-1.